# Martin Laursen
Martin Laursen, född 26 juli 1977 i Fårvang i Danmark, är en före detta dansk fotbollsspelare. Han spelade 53 landskamper och gjorde två mål för danska landslaget, som han spelade för under VM 2002 och två europamästerskap.

## Karriär

### Silkeborg IF
Laursen påbörjade sin proffskarriär i danska Silkeborg IF som han hjälpte till en andraplats i Superligaen under sin sista säsong hos klubben 1997/1998. Efter tre säsonger hos klubben flyttade han till Italien för att spela för Serie B-laget Hellas Verona i augusti 1998.

### Hellas Verona
Under större delen av sin första säsong hos Verona plågades han av en knäskada, men klubben flyttades ändå upp till Serie A. I andra säsongen hos klubben fick han en plats i startelvan och fick även göra debut för danska landslaget i en vänskapsmatch mot Portugal i mars 2000. Han var även del av truppen till EM 2000 men kunde inte spela någon match, på grund av en skada.

### Parma
Laursen sökte efter ett starkare lag och hamnade inte helt förvånande hos Parma AC, då klubben var delägare till Laursen tillsammans med Verona. Efter att ha tränat med klubben i tre veckor köptes han av AC Milan för 8,7 miljoner engelska pund, som hade flera skadade spelare då. Han började starkt för klubben och gjorde två mål på sina fyra första matcher, men då de ordinarie försvararnas skador läkte fick han allt mindre speltid.
AC Milan slutade på andraplats i Serie A med AC Milan 2003, men fick ingen speltid i UEFA Champions League 2003, då de mer etablerade försvararna Paolo Maldini och Alessandro Nesta var givna förstaval till positionerna.

### Aston Villa
21 maj 2004 köptes Laursen av Premier League-klubben Aston Villa för tre miljoner pund och skrev på ett fyraårskontrakt. Hans debut kom mot Southampton 14 augusti samma år; Aston Villa vann matchen med 2–0.
Tiden hos Villa blev dock frustrerande för Laursens del. Han spelade några matcher under säsongen 2004/2005, men hans gamla knäskada gjorde sig påmind igen vilket hindrade honom från att spela en enda match under säsongen 2005/2006. Hans framtid i klubben och landslaget såg ut att gå mot sitt slut. Han åkte på rehabilitering i Bologna och återvände till Aston Villa i augusti 2006.
Statistiken visade på att Aston Villa höjde laget avsevärt när han var på planen. De hade inte förlorat de senaste 27 ligamatcherna, när de i den första matchen mot Liverpool av säsongen 2007/2008 förlorade med 2–1 efter ett självmål av Laursen.
I september 2007 öppnade Aston Villas manager Martin O'Neill för diskussion med Laursen om ett förnyat kontrakt. Han stannade i klubben till 2009 då han avslutade spelarkarriären på grund av skadeproblem.

### Landslaget
Laursen fick sitt genombrott för landslaget under VM 2002, då han spelade alla fyra matcher för Danmark innan de slogs ut ur mästerskapet. Han gjorde sitt första landslagsmål i september 2003 i kvalet till EM 2004; ett viktigt mål i övertid i den näst sista kvalmatchen som kvitterade till 2–2 mot Rumänien som krävdes för att Danmark skulle ha en chans att ta sig till slutspelet. De vann sin kvalgrupp efter att ha spelat oavgjort i sista matchen. Under själva mästerskapet spelade han alla Danmarks matcher från start till slut.
Han hade inte spelat för landslaget på ett och ett halvt år, p.g.a. sin knäskada, då han i november 2006 togs med i truppen. Han kunde dock inte spela då heller, än en gång p.g.a. en knäskada.

## Meriter
Samtliga med AC Milan.
- Coppa Italia: 2002/2003
- Uefa Champions League: 2002/2003
- Europeiska supercupen: 2003
- Serie A: 2003/2004